# Parodia langsdorfii
Parodia langsdorfii ist eine Pflanzenart aus der Gattung Parodia in der Familie der Kakteengewächse (Cactaceae). Das Artepitheton langsdorfii ehrt den deutschen Forschungsreisenden Georg Heinrich von Langsdorff.

## Beschreibung
Parodia langsdorfii wächst einzeln oder bildet Gruppen. Die graugrünen kugelförmigen bis zylindrischen Triebe erreichen Wuchshöhen von bis zu 10 Zentimeter (und mehr) und Durchmesser von 4 bis 9 Zentimeter. Der Triebscheitel ist dicht bewollt. Die 13 bis 17 stumpfen Rippen sind deutlich gehöckert. Die ein bis vier bräunlichen Mitteldornen sind gerade und weisen eine Länge von bis zu 2,5 Zentimeter auf. Die sechs bis neun ungleichen, etwas ausgebreiteten Randdornen sind braun und 1,2 bis 2 Zentimeter lang.
Die gelben Blüten erreichen Längen von bis zu 2,5 Zentimeter und ebensolche Durchmesser. Die Narben sind rot. Die blassgrünen tönnchenförmigen Früchte sind in weiße Wolle gehüllt und werden nie rot. Sie weisen Durchmesser von 3 bis 4 Millimeter auf und sind bis zu 7 Millimeter lang. Die Früchte enthalten glockenförmige, matte schwarze Samen, die fein gehöckert sind.

## Verbreitung, Systematik und Gefährdung
Parodia langsdorfii ist im brasilianischen Bundesstaat Rio Grande do Sul verbreitet.
Die Erstbeschreibung als Cactus langsdorfii durch Johann Georg Christian Lehmann wurde 1826 veröffentlicht. David Richard Hunt stellte die Art 1997 in die Gattung Parodia. Weitere nomenklatorische Synonyme sind Melocactus langsdorfii (Lehm.) DC. (1828), Echinocactus langsdorfii (Lehm.) Link & Otto (1831), Malacocarpus langsdorfii (Lehm.) Britton & Rose (1922, unkorrekter Name ICBN-Artikel 11.4), Wigginsia langsdorfii (Lehm.) D.M.Porter (1964), Notocactus langsdorfii (Lehm.) Krainz (1966) und Ritterocactus langsdorfii (Lehm.) Doweld (2000).
In der Roten Liste gefährdeter Arten der IUCN wird die Art als „Vulnerable (VU)“, d. h. als gefährdet geführt.